# Rivière Najoua
Rivière Najoua är ett vattendrag i Kanada.   Det ligger i provinsen Québec, i den sydöstra delen av landet, 300 km norr om huvudstaden Ottawa.
I omgivningarna runt Rivière Najoua växer i huvudsak blandskog. Trakten runt Rivière Najoua är nära nog obefolkad, med mindre än två invånare per kvadratkilometer.